# Yigoga atlantis
Yigoga atlantis är en fjärilsart som beskrevs av Leo Schwingenschuss 1935. Yigoga atlantis ingår i släktet Yigoga och familjen nattflyn. Inga underarter finns listade i Catalogue of Life.